# Howard Rumsey
Howard Rumsey (* 7. November 1917 in Brawley, Kalifornien; † 15. Juli 2015 in Newport Beach, Kalifornien) war ein US-amerikanischer Jazzbassist und Bandleader der Lighthouse All Stars.

## Leben und Wirken
Howard Rumsey tat sich zwar nicht als außerordentlicher Kontrabassist hervor, war jedoch ein rühriger Organisator, Manager und nicht zuletzt Bandleader der Howard Rumsey’s All Stars, die eine Schlüsselrolle für die Entwicklung des West Coast - bzw. Cool Jazz bilden sollten.
Rumsey wurde im Bassspiel am Los Angeles City College ausgebildet; 1941 spielte er bei Stan Kenton, danach bei Charlie Barnet und Barney Bigard, bis er die Lighthouse All Stars gründete. Die Band spielte ab 1952 regelmäßig im Lighthouse Cafe, Pier Avenue 30 in Hermosa Beach. Zu den wechselnden Mitgliedern der Combo gehörten Richie Kamuca, Rolf Ericson, Bud Shank, Bob Cooper, Shorty Rogers, Jimmy Giuffre, Hampton Hawes, Shelly Manne, Herb Geller, Stan Levey, Max Roach, Chet Baker, Russ Freeman, Sonny Clark, Conte Candoli, Pepper Adams, Barney Kessel, Frank Rosolino und viele andere Musiker der damaligen West Coast Szene. Ihre ersten Konzerte im Lighthouse Club 1952/53 hatten starken Jamsession-Charakter; die Live-Atmosphäre ist mit allen typischen Nebengeräuschen beeindruckend eingefangen. Das letzte Album der Lighthouse All Stars entstand im Oktober 1957 (Jazz Rolls Royce), mit Cooper, Rosolino, Stu Williamson, Victor Feldman, Stan Levey und Rumsey.
In der Phase nach Auflösung der Lighthouse All Stars organisierte Howard Rumsey die Concerts At The Sea-Reihe in Redondo Beach (CA) und schuf ein eigenes Lighthouse-Plattenlabel. Dort produzierte er u. a. Art Blakey, Ramsey Lewis und die Jazz Crusaders. Zuletzt lebte er zurückgezogen in Hemet (CA).
Zur vierzigsten Wiederkehr der Gründung des Clubs kam es zu einer Wiederbegegnung der Lighthouse All Stars (allerdings ohne Rumsey) für das Album Jazz Invention; Mitwirkende waren Pete Candoli, Bob Enevoldsen, Bud Shank, Bob Cooper, Stu Williamson, Monty Budwig, John Guerin, Milt Bernhart und Red Callender als Tubist.

## Diskographie
- Sunday Jazz A La Lighthouse (Contemporary Records/OJC, 1952–53)
- Volume 3 (Contemporary/OJC, 1952–56)
- Sunday Jazz A La Lighthouse Vol. 2 (Contemporary/OJC, 1953)
- Oboe/Flute (Contemporary, OJC, 1954–56)
- Volume 6 (Contemporary, 1954–55)
- Lighthouse At Laguna (Contemporary/OJC, 1955)
- Music For Lighthousekeeping (Contemporary/OJC, 1956)
- Jazz Rolls Royce (Fresh Sound Records, 1957)
- Mexican Passport (Contemporary, 1952–56) Kompilation der Latin-Jazz-Stücke aus vorangegangenen Aufnahme-Sitzungen